# Alice Sara Ott

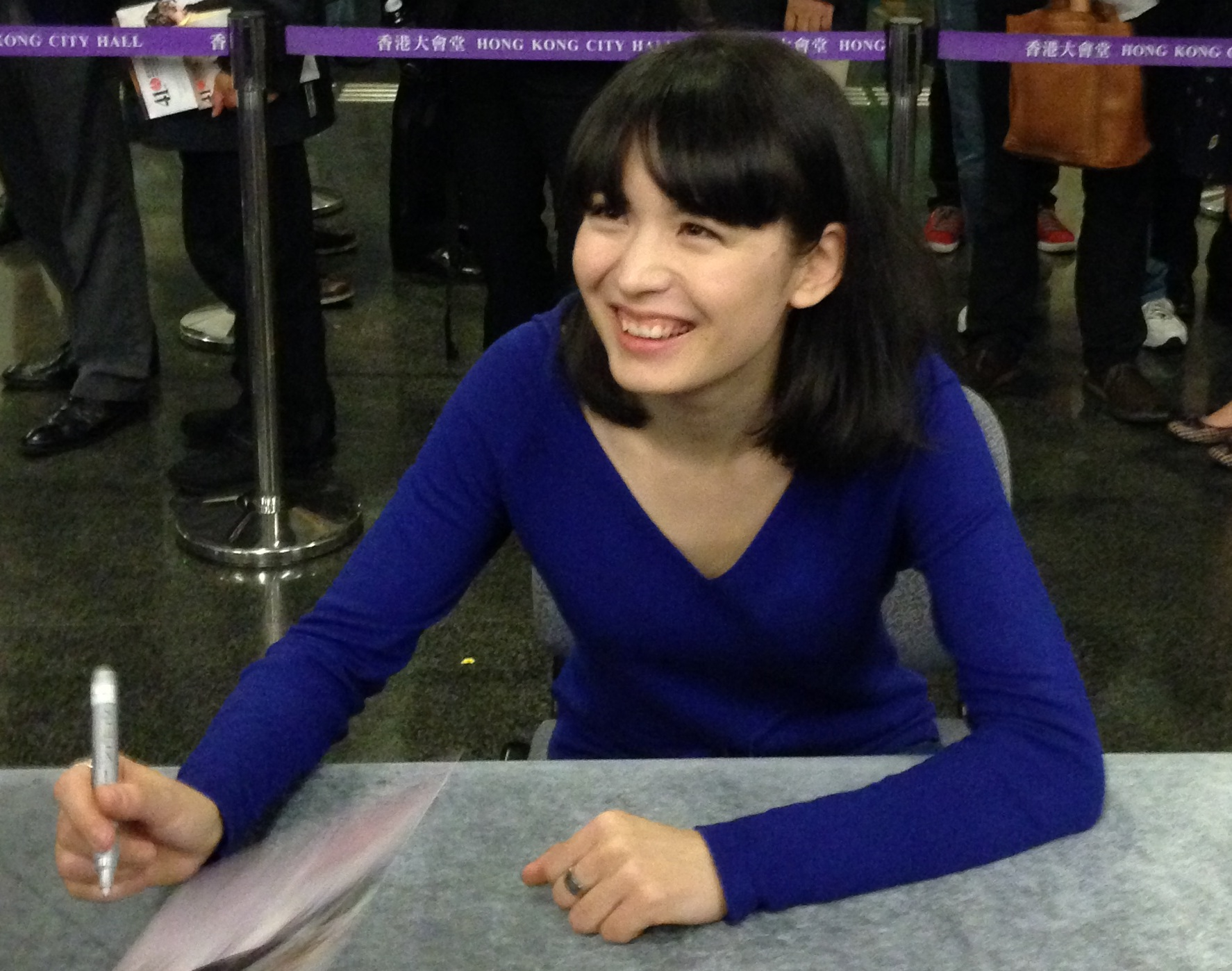
Alice Sara Ott, 2013

Alice Sara Ott (* 1. August 1988 in München) ist eine deutsche Pianistin mit japanischen Wurzeln.

## Leben
Alice Sara Ott ist die Tochter einer japanischen Klavierlehrerin und eines Deutschen. Sie begann im Alter von vier Jahren mit dem Klavierspiel. Bereits als Kind gewann sie zahlreiche Musikwettbewerbe und Förderpreise, darunter Jugend musiziert und der Most Promising Artist Award in Hamamatsu, Japan. Als jüngste Teilnehmerin überhaupt konnte sie mit 15 Jahren beim Internationalen Klavierwettbewerb Silvio Bengalli in Italien 2004 den 1. Preis gewinnen. Im selben Jahr gewann sie den 3. Preis beim Kissinger Klavierolymp. Sie wurde von Karl-Heinz Kämmerling am Salzburger Mozarteum unterrichtet und trat bereits bei zahlreichen nationalen und internationalen Veranstaltungen und Festivals auf, darunter das Classix Festival Braunschweig, die Zürcher Festspiele, das Bachfest Leipzig und die Festspiele Mecklenburg-Vorpommern. Sie war Meisterschülerin und Preisträgerin der Internationalen Musikakademie für Solisten (IMAS).
Die Zeitschrift Fono Forum wählte sie zum Nachwuchskünstler des Jahres 2007. Ott, die seit 2008 bei der Deutschen Grammophon als Exklusivkünstlerin unter Vertrag steht, hat CDs mit Stücken von Franz Liszt und Frédéric Chopin aufgenommen. Sie erhielt zahlreiche Förderstipendien, unter anderem von der Degussa-Stiftung, der Deutschen Stiftung Musikleben und der Studienstiftung des deutschen Volkes. 2010 wurde Alice Sara Ott zusammen mit Olga Scheps mit dem ECHO Klassik ausgezeichnet.
Ihre jüngere Schwester Mona Asuka ist ebenfalls Pianistin. Alice Sara Ott spielt barfuß.
Im Februar 2019 gab Alice Sara Ott über ihren Facebook-Account bekannt, dass sie an Multipler Sklerose erkrankt sei.

## Aufnahmen
- Franz Liszt: Etudes d’exécution transcendante (2009)
- Frédéric Chopin: Complete Waltzes (2010)
- Ludwig van Beethoven: Piano Sonatas (2011)
- Pictures. Mussorgsky, Bilder einer Ausstellung & Schubert, Klaviersonate D 850 (2013)
- Edward Grieg: Wonderland (2016)
- Claude Debussy, Maurice Ravel, Erik Satie: Nightfall (2018)
- Lara. Filmsoundtrack (2019)
- Beethoven (2023)
- Echoes of Life (2023)
- John Field: Complete Nocturnes (2025)